# Тоні Гранато
Ентоні Льюїс Гранато (англ. Anthony Lewis Granato; 25 липня 1964, м. Даунерс-Гров, США) — американський хокеїст, правий нападник. Асистент головного тренера «Детройт Ред-Вінгс» у Національній хокейній лізі (НХЛ). 
Виступав за Вісконсинський університет (NCAA), «Колорадо Рейнджерс» (ІХЛ), «Нью-Йорк Рейнджерс», «Лос-Анджелес Кінгс», «Сан-Хосе Шаркс».
В чемпіонатах НХЛ — 773 матчі (248+244), у турнірах Кубка Стенлі — 79 матчів (16+27). 
У складі національної збірної США учасник зимових Олімпійських ігор 1988 (6 матчів, 1+7); учасник чемпіонатів світу 1985, 1986 і 1987 (8 матчів, 7+1); учасник Кубка Канади 1991 (19 матчів, 6+6). У складі молодіжної збірної США учасник чемпіонатів світу 1983 і 1984.
Сестра: Кеммі Гранато.
Досягнення
- Фіналіст Кубка Канади (1991)

Нагороди
- Учасник матчу всіх зірок НХЛ (1997)

Тренерська кар'єра
- Асистент головного тренера «Колорадо Аваланш» (2002–03, 2004–08, НХЛ)
- Головний тренер «Колорадо Аваланш» (2003–04, 2008–09, НХЛ)
- Асистент головного тренера «Піттсбург Пінгвінс» (2009–14, НХЛ)
- Асистент головного тренера «Детройт Ред-Вінгс» (з 2014, НХЛ)